# Uirapuru-laranja
O uirapuru-laranja (Pipra fasciicauda) é uma ave passeriforme da família Pipridae, encontrada no Peru, na Bolívia e no Brasil (especialmente nos estados do Amazonas, Ceará, Minas Gerais e Goiás), o macho apresenta as asas negras, alto da cabeça e peito vermelhos, garganta e barriga amarelos. Também é conhecido pelos nomes de bailarino-escarlate, dançador-laranja e dançarino-de-cauda-cintada. A fêmea apresenta coloração verde-olivácea, lembrando um amarelo mais claro o olho é branco sendo uma das características bem marcante.